# قصيدة رونسيسباييس
أنشودة رونسيسباييس هي أنشودة بطولية محفوظة في نبرة (إسبانيا). هي قصيدة ملحمية كُتبت بملامح من اللهجة الرومانسية لنابارا، ويُرجَّح أنها أُلفت بين عامي 1225 و1250. لم يُحتفظ منها سوى بمقطع مكوَّن من مائة بيت فقط من أصل 5500 بيت يُفترض أنها كانت تتضمنها، حسب دراسات رامون مينينديث بيدال.

## المخطوطة
في سنة 1916، عُثِر عليها صدفةً في الأرشيف الملكي والعام لنابارا على يد الراهب الكبوشي فرناندو دي مندوزا، الذي أبلغ أمين الأرشيف كارلوس دي ماريتشالار بالاكتشاف. ماريتشالار أوصل الخبر إلى رامون مينينديث بيدال "عن طريق أمادو ألونسو، طالب بكلية الآداب"، والذي أرسل إلى أستاذه بدايةً "نص الصفحتين الثانية والثالثة من تلك الأوراق، ثم وضع الأصل بين يديه لاحقًا".
وكما أوضح لاحقًا خوان خوسيه مارتينينا، الذي شغل منصب أمين الأرشيف بين 1985 و2010، فإن هذا يتفق مع ما سبق أن ذكره مينينديث بيدال بأن "هذه الجوهرة وصلت إلينا عبر القرون لأنها كانت تُستخدم كغلاف لكتاب النيران في المملكة لعام 1366".
الوثيقة المكتشفة كُتبت على رقٍّ سميك، وتعرض كتابة قوطية كانت تُستخدم في دواوين نافارا وأراغون خلال القرنين الثالث عشر والرابع عشر. ويذهب مينينديث بيدال أبعد من ذلك، فيُقدِّر أن "النسخة كُتبت في نافارا حوالي عام 1310. فهي إذاً مخطوطة معاصرة لأنشودة السيد (Cantar de Mio Cid)".

## الـحَـبْكَـة

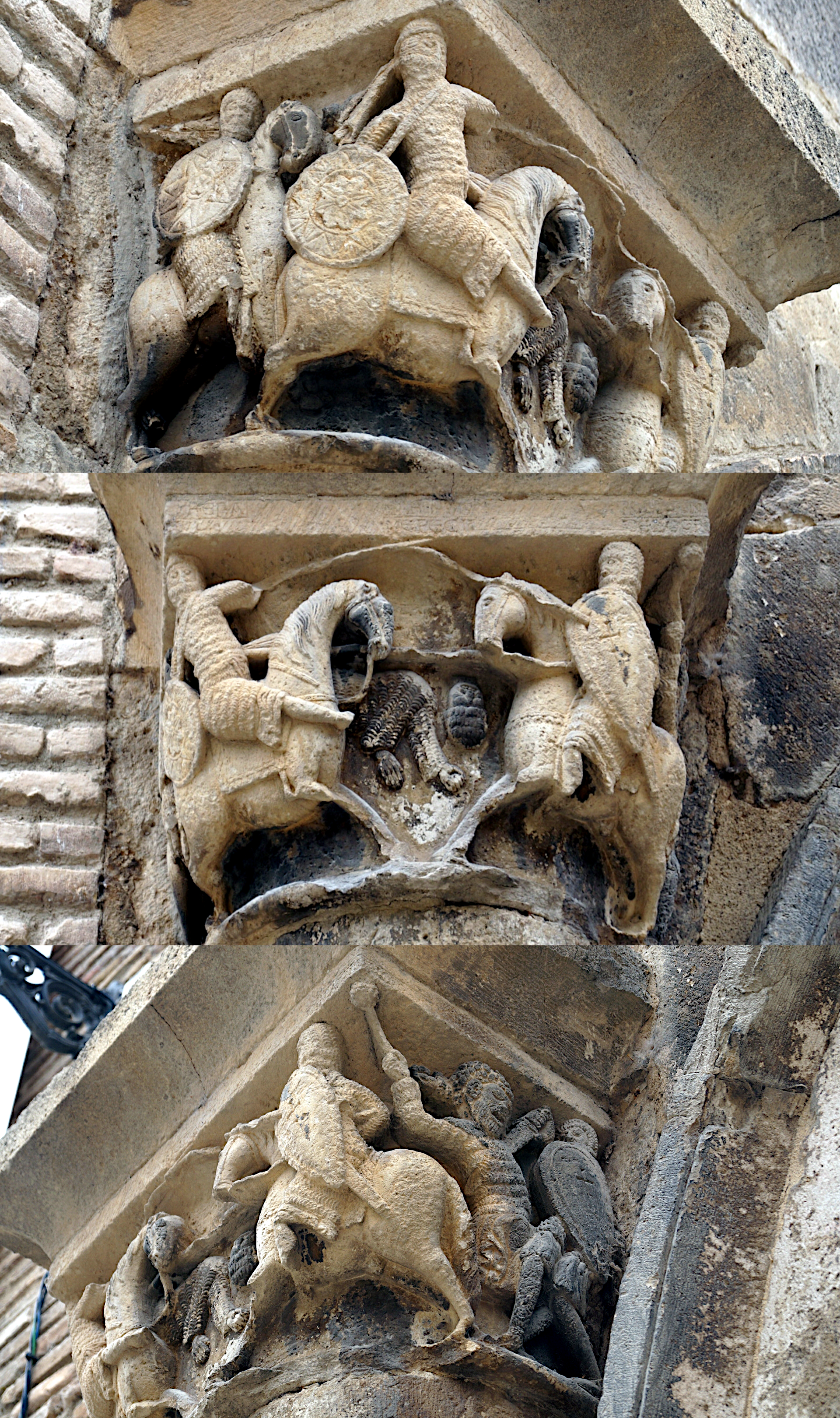
يوجد نحت يُصوِّر قتال رولدان مع فيراغوت على عمود في قصر ملوك نافارا - إيستييا.

كما يشير مينينديث بيدال، فإن أنشودة رونسيسباييس تدور حول الأحداث التالية:
يغزو شارلمان هسبانيا كلها عدا سرقسطة، ويرافقه رولدان – ابن زوجة غانيلون، الخائن الذي يتحالف مع مارسين، الملك المسلم لسرقسطة. أثناء عودتهم إلى فرنسا، يُكلف شارلمان رولدان بقيادة مؤخرة جيشه، وهناك يُفاجَأ بهجوم من المسلمين في رونسيسباييس، حيث تدور معركة ممر رونسفال شارك فيها، إلى جانب الأبطال، كل من ريناودوس وبلدوين وبيلتران.
تدفع الشجاعة البطولية لرولدان وريناودوس المسلمين إلى التراجع، لكنهم يعاودون الهجوم بقوة. في هذه الأثناء، يحث توربان (الأسقف) الجيش الفرنسي على القتال، ويتمكن رولدان من قطع ذراع مارسين اليمنى، فيفرّ هذا الأخير.
يعيد المسلمون تنظيم صفوفهم، وينقضّون على الفرنسيين، فيقتلونهم واحدًا تلو الآخر. حين يرى رولدان هول الكارثة، ينفخ في بوقه طالبًا العون من شارلمان. بعد ذلك، يُقتَل أوليفيروس وريناودوس. وعندما يشعر المسلمون بقرب وصول الإمبراطور، يهربون. يُبارك توربان الموتى، ويؤدي رولدان لهم طقوس الوداع، لكنه يشعر بدنو أجله دون أن يكون قد أُصيب بجراح أو ضربات. وعند وصول شارلمان، يلاحق مارسين. ثم يعود إلى رونسيسباييس، ويبحث بين الجثث عن رجاله المقربين؛ ثم يعود إلى فرنسا ليدفن الموتى هناك، وتموت دونيا ألدا، زوجة رولدان، في جنازة البطل.
والحقيقة أن المعركة لم تكن بين شارلمان والمسلمين، بل ضد الباسكيين. أما الجزء الذي تم الحفاظ عليه من الأنشودة، فيصف جثث المعركة كما يراها شارلمان: جثة الأسقف توربان، جثة رولدان، ورأس أوليفيروس، ويُوجه لكل منهم مرثية خاصة. بعد ذلك، يعثر دوق إيمون على جثة ابنه ريناوتي (المعروف في التقاليد الإسبانية بـ ريناودوس دي مونتالبان)، فيبكي على فَقْده، ويأمر بفصل جثته عن بقية القتلى.

## الملحمة الفرنسية
أنشودة رونسيسباييس ليست استمرارًا مباشرًا لتقليد أنشودة رولدان، لأنها تتضمن عناصر غير موجودة في هذه الأخيرة، مثل وفاة ريناودوس، والإشارة إلى طريق سانتياغو، وشخصيات مثل بلدوين وبيلتران.
كذلك، لا ترتبط أنشودة رونسيسباييس بتقليد ملحمي فرنسي آخر مثل الترفين الزائف (Pseudo-Turpín)، إذ أن هناك عناصر في رونسيسباييس غير موجودة في الترفين: فرولدان لا يموت نتيجة جروح، ومارسين لا يُقتل على يده، والأسقف توربان يُقتل في المعركة.
يخلص مينينديث بيدال إلى أن أنشودة رونسيسباييس لا تستند إلى أنشودة رولدان ولا إلى الترفين، وإنما ربما إلى الأساطير ذاتها التي ألهمت الترفين، أو إلى أساطير مشابهة.
وعليه، فإن هذه الأنشودة تُعد تطويرًا أصليًا للمواد الملحمية ضمن الأدب الإسباني. انطلقت من قصة رولدان، لكنها في شبه الجزيرة الإيبيرية اكتسبت شخصية خاصة بها، وابتعدت عن التقاليد الغالو-رومانية. ويُحتمل أن تكون الأسطورة التي ألهمت أنشودة رونسيسباييس قد وصلت عبر بروفانس في القرن الثاني عشر.
وقد تم تأكيد استقلال تقليد أنشودة رونسيسباييس في شبه الجزيرة مع اكتشاف الملحوظة الإميليانية، وهي هامش تعود للربع الثالث من القرن الحادي عشر. وهذه الملاحظة أقدم حتى من أي قصيدة فرنسية، وتعكس مرحلة أكثر قدمًا من الخيال الأدبي.